# Courchevel (poker)
Pour les articles homonymes, voir Courchevel (homonymie).
 (août 2009).
Si vous disposez d'ouvrages ou d'articles de référence ou si vous connaissez des sites web de qualité traitant du thème abordé ici, merci de compléter l'article en donnant les références utiles à sa vérifiabilité et en les liant à la section « Notes et références ».
Le Courchevel est une variante du Omaha. Ce qui distingue le courchevel est son flopet (ou "tétine") d'une seule carte qui est retournée après les blind (jeux) et au fait que l'on reçoit 5 cartes au départ.
En effet la première carte du flop est ouverte et le premier tour de mise s'effectue seulement après avoir vu celle-ci. La partie se déroule ensuite comme un omaha classique. Les deux cartes restantes pour former le flop sont retournées après le premier tour d'enchère puis les deux dernières cartes turn puis river retournées.